# Chiesa della Purificazione di Maria Vergine (Apricale)
La chiesa della Purificazione di Maria Vergine è un luogo di culto cattolico situato nel comune di Apricale, in piazzetta 11 Febbraio, in provincia di Imperia. La chiesa è sede della parrocchia omonima del vicariato di Bordighera e Valle Nervia della diocesi di Ventimiglia-San Remo.

## Storia e descrizione

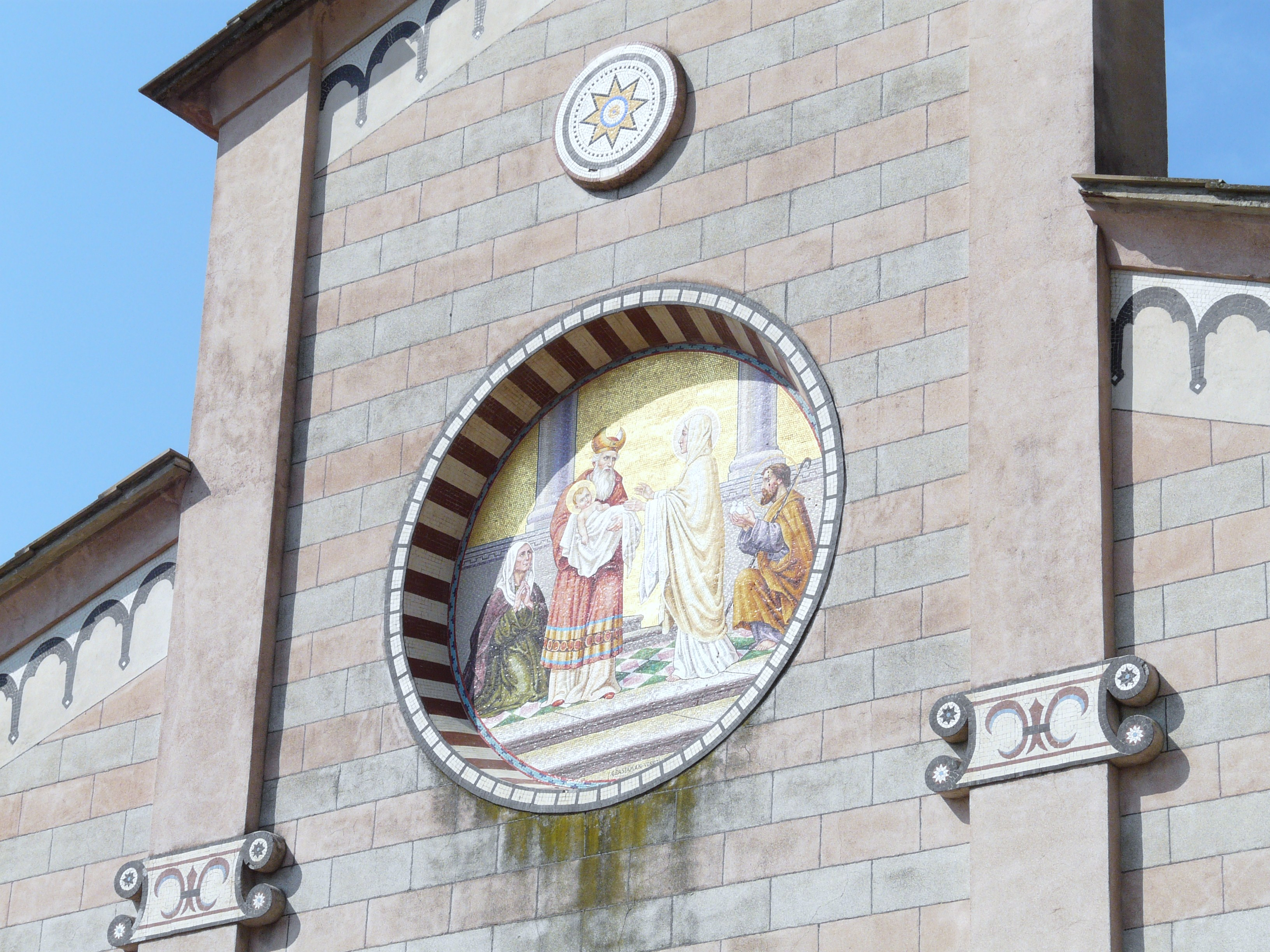
Particolare della facciata

La chiesa parrocchiale è situata nel cuore del centro storico dell'arroccato borgo medievale apricalese, davanti alla piazza principale detta "Torracca". Edificata a partire dal XIII secolo, nel corso dei secoli assunse diversi aspetti architettonici e profonde modifiche rispetto all'originaria struttura in stile romanico o gotico. La modifica più radicale fu il ribaltamento dell'ingresso nel 1760 del precedente impianto del XVII secolo; il nuovo corpo, in stile barocco, e l'ingresso fu così portato ad affacciarsi direttamente nella sottostante piazza così come l'attiguo castello della Lucertola.
La facciata è risalente alla rivisitazione in stile neoromanico attuata nel 1935. I due portali presenti sopra gli ingressi laterali sono opera di Giovanni Viale, mentre il rosone sopra l'ingresso principale raffigura, con la tecnica del mosaico, la Purificazione di Maria Vergine e la Presentazione al Tempio. Le due finestre vetrate della facciata rappresentato le figure di san Luigi e sant'Agnese.
L'interno è costituito da tre navate e diviso da due file di quattro pilastri ciascuna; il pavimento a mosaico è opera di Giuseppe Tamagno nel 1903. Nelle volte gli affreschi, raffiguranti motivi floreali e santi, sono stati realizzati dal pittore Leonida Martini nel 1904; i dipinti sono invece databili tra la fine del XVII secolo e il XIX secolo. Tra le opere conservate al suo interno si annovera la statua di san Vincenzo Ferreri, opera dello scultore sanremese Filippo Ghersi.
Il campanile è stato ottenuto dall'antica torre quadrata del castello nella cui sommità è stata fissata una bicicletta rivolta verso l'alto. La singolare e curiosa installazione altro non è che un'opera artistica contemporanea del 2000 di Sergio Bianco, La forza della non gravità.